# Bota de Oro 1975-76

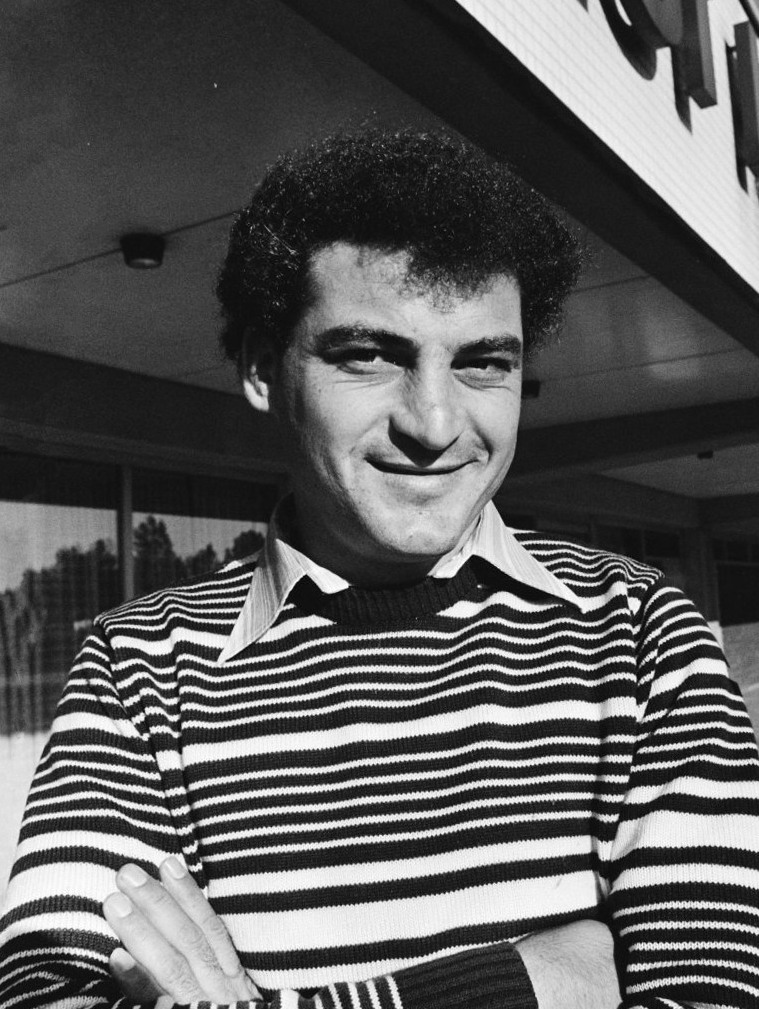
Sotiris Kaiafas, ganador en 1975-76.

La Bota de Oro 1975-76 fue un premio entregado por la European Sports Magazines al futbolista que logró la mayor cantidad de goles en la temporada europea.
El ganador de este premio fue el jugador chipriota Sotiris Kaiafas por haber conseguido 39 goles en la Primera División de Chipre. Kaiafas ganó la bota de oro cuando jugaba para el equipo AC Omonia.

## Resultados
| Posición | Futbolista       | Club           | Campeonato                 | Goles |
| -------- | ---------------- | -------------- | -------------------------- | ----- |
| 1        | Sotiris Kaiafas  | AC Omonia      | Primera División de Chipre | 39    |
| 2        | Carlos Bianchi   | Stade de Reims | Ligue 1                    | 34    |
| 3        | Teófilo Cubillas | Oporto         | Liga de Portugal           | 36    |